# Hugo Karlsson
Ernst Hugo Karlsson, född 2 februari 1903 i Kråkshult, Mariannelund, Jönköpings län, död 31 juli 1978 i Kråkshult, lantbrukare och konstnär. Levde och verkade på gården Stensholm vid sjön Bellen, Eksjö kommun, Småland.  Karlsson var autodidakt som konstnär.